# José Luis Gimeno Ferrer
José Luis Gimeno Ferrer (Brihuega, 20 de febrer de 1942) és un arquitecte i polític valencià, net de Norberto Ferrer Calduch i de Vicente Gimeno Michavila. Militant d'Aliança Popular i després del Partit Popular, fou regidor de l'ajuntament de Castelló des de 1987 i ocupà l'alcaldia de la ciutat de juny de 1991 a 2005, quan dimití i fou nomenat pel president Francisco Camps conseller delegat de Castelló Cultural.
Abans de ser regidor havia format part de la Coordinadora Pro Libertad de Enseñanza en Valenciano, que s'oposava a l'obligatorietat de l'ensenyament del valencià. El seu mandat municipal ha estat marcat per l'expansió urbanística i per les seves polèmiques declaracions sobre Franco o la División Azul, així com per donar noms de carrer a notoris franquistes com Ramón Serrano Suñer o Fernando Herrero Tejedor. L'oposició d'esquerres a l'ajuntament també l'acusà de corrupció en la concessió d'obres públiques